# ジャクソンビル駅
ジャクソンビル駅（英語：Jacksonville Station）は、フロリダ州ジャクソンビル クリフォード・レーン3570にある駅。全米各地を結ぶ旅客鉄道のアムトラックが乗り入れている。隣に貨物の鉄道駅もある。 バスの乗り換えができる。

## 利用可能な鉄道路線／列車
アムトラックのジャクソンビル駅に発着する列車は下記の通り。
ニューヨークとマイアミ間の夜行長距離列車シルバー・メティオ号…1日1往復停車
ニューヨークとマイアミ間の夜行長距離列車シルバー・スター号…1日1往復停車

## バス
当駅では下記のバスに連絡している。
中長距離バス… アムトラックの列車と連絡輸送を行うアムトラック・スルーウェイ・モーターコーチ
路線バス… ジャクソンビル交通局 (Jacksonville Transportation Authority)